# لويس فيرنانديز (رسام)
لويس فيرنانديز (بالإسبانية: Luis Fernández) (1594-1653)، رسام تاريخي إسباني، اشتهر بالرسم الزيتي والتصوير الجصي، ولد في مدريد عام 1594، كان تلميذ يوجينيو كاخيس. توجد من أعماله مشاهد حياة ريموند البنيافورتي في ممشى دير لا ميرثيد ثالثادا، رسمهام عام 1625، وفي سانتا كروز، والعديد من اللوحات الجدارية واللوحات الزيتية التي دمّرتها النيران في القرن السابع عشر. تتميز أعماله التي نفّذها بنفس أسلوب أستاذه بجمال التلوين والتصميم. توفي في مدريد عام 1654..

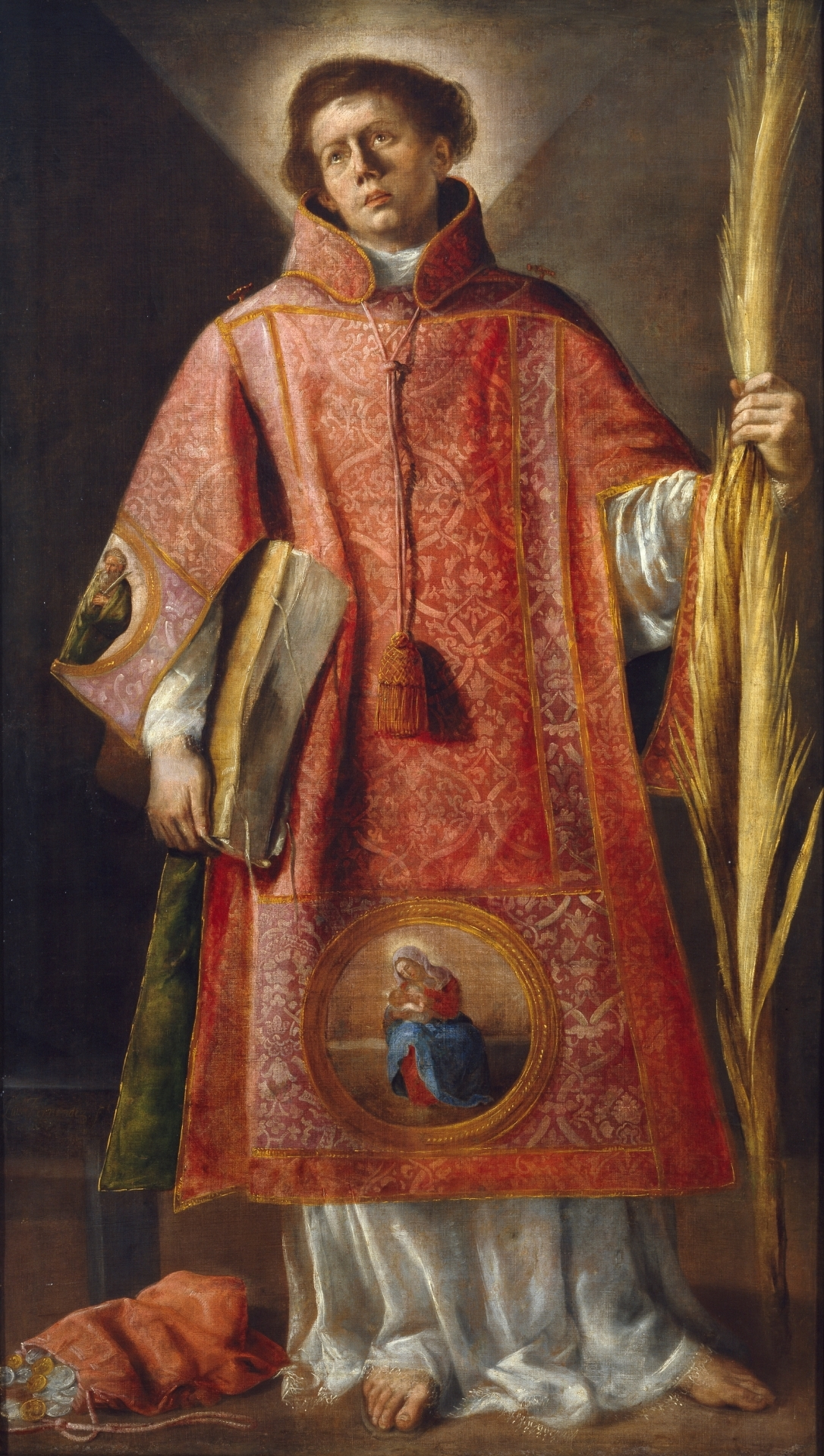
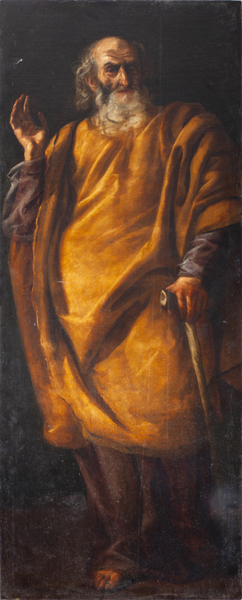
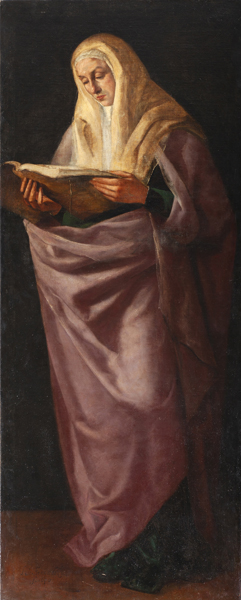